# خالد الهاشمي
خالد الهاشمي (مواليد 18 مارس 1997) لاعب كرة قدم إماراتي يجيد اللعب في الدفاع مع نادي العين في دوري الخليج العربي الإماراتي.

## مسيرة اللاعب
لعب في نادي بني ياس ونادي العين.

## روابط خارجية
- خالد الهاشمي على موقع قاعدة بيانات كرة القدم.إي يو (الإنجليزية)
- خالد الهاشمي على موقع ناشيونال فوتبول تيمز (الإنجليزية)
- خالد الهاشمي على موقع Soccerway.com (الإنجليزية)
- خالد الهاشمي على موقع عالم كرة القدم.نت (الإنجليزية)